# Prínia del Drakensberg
La prínia de Drakensberg o prínia de la serralada Drakensberg (Prinia hypoxantha) és una espècie d'ocell passeriforme del gènere prinia que pertany a la família Cisticolidae. Viu a l'est de Sud-àfrica i Eswatini.
Viu a les vores del bosc del Drakensberg, barrancs boscosos i vessants coberts de falgueres. Antigament es considerava una subespècie (P. m. hypoxantha) de la prínia del Karoo (P. maculosa).

## Descripció

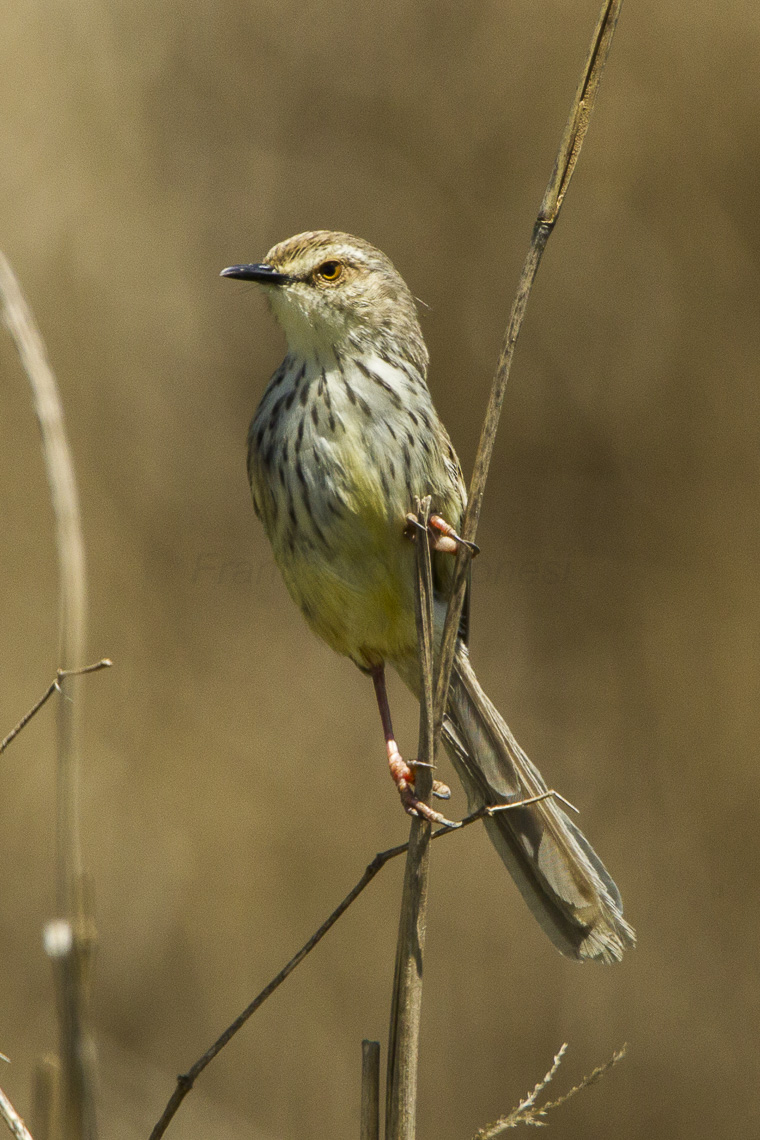
Prínia del Drakensberg - Sud-àfrica

Fa entre 12 i 14 cm de llarg, amb ales curtes i arrodonides, una cua llarga, potes fortes i un bec negre recte i curt. Al cap té una cella blanquinosa i les parts superiors són marrons. La gola i la cara inferior són blanquinoses sense cap ratlla i la resta de les parts inferiors són groguenques amb vetes fosques. A la cua té una taca fosca prop de l'extrem i normalment s'aixeca en angle. Les potes són de color marró rosat i l'ull és pàl·lid. Els sexes són idèntics, però els joves per sota són més pàl·lids que els adults.
Les crides d'aquesta espècie inclouen un chleet-chleet-chleet-chleet-chleet-chleet agut i un ràpid brunzit tit-tit-tit-tit-tit.
La prínia de Drakensberg només es pot confondre amb la prínia del Karoo perquè estan estretament relacionada però aquesta espècie té les parts inferiors menys grogues i amb taques més marcades.

## Comportament
Construeix un niu ovalat de parets primes amb una entrada lateral d'herba verda. Està ben amagat a l'interior d'un arbust o arbust de fulla.
S'acostuma a veure en parelles o en petits grups, generalment on hi ha poca vegetació, però de vegades es posa a la part superior d'un arbust. S'alimenta activament d'insectes petits, amb la cua inclinada i sovint balancejada de costat a costat.

## Estat de conservació
Aquesta espècie comuna es distribueix per un ample territori amb una extensió estimada de 50.000-100.000 km². Es creu que la mida de la població és gran i no es creu que l'espècie s'acosti als llindars del criteri de disminució de la població de la Llista Vermella de la UICN (és a dir, que disminueixi més d'un 30% en deu anys o tres generacions). Per aquests motius, l'espècie s'avalua com risc mínim.